# Rambután
A rambután vagy hamis licsi (Nephelium lappaceum) Délkelet-Ázsiában honos. A licsi, longána (sárkányszem), a pulaszán és a mézbogyó rokona; a trópusi síkvidékek lakója, ahol a licsi nem terem, termése is nagyobb. Hosszú, puha tüskében végződő szemölcsök borítják. Innen ered az eredeti név (rambut). Magköpenye a Távol-Keleten nagyra becsült csemege nyersen és kompótként. Indonéziában az egyik legnépszerűbb gyümölcs.

## Képek

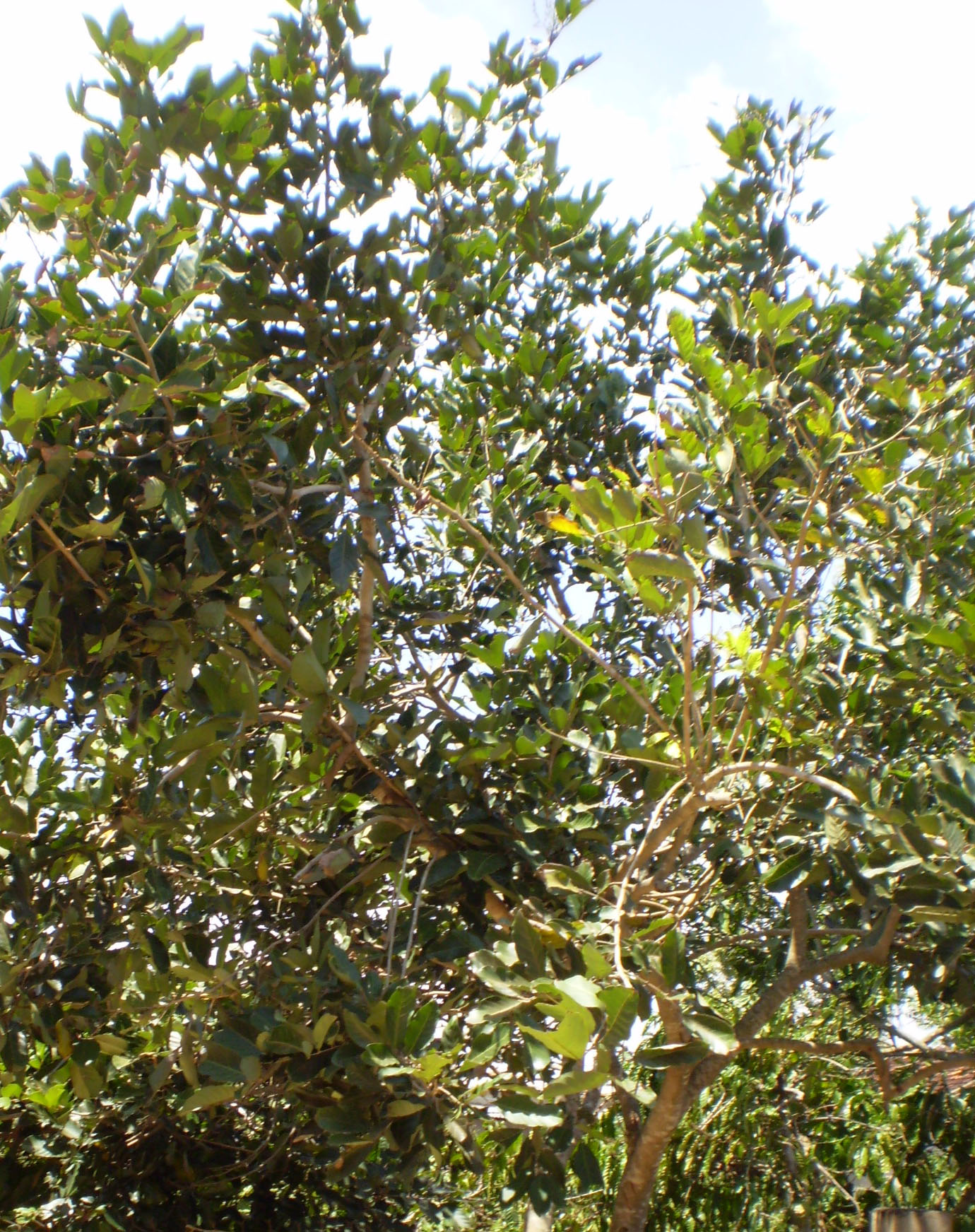
Lombozata
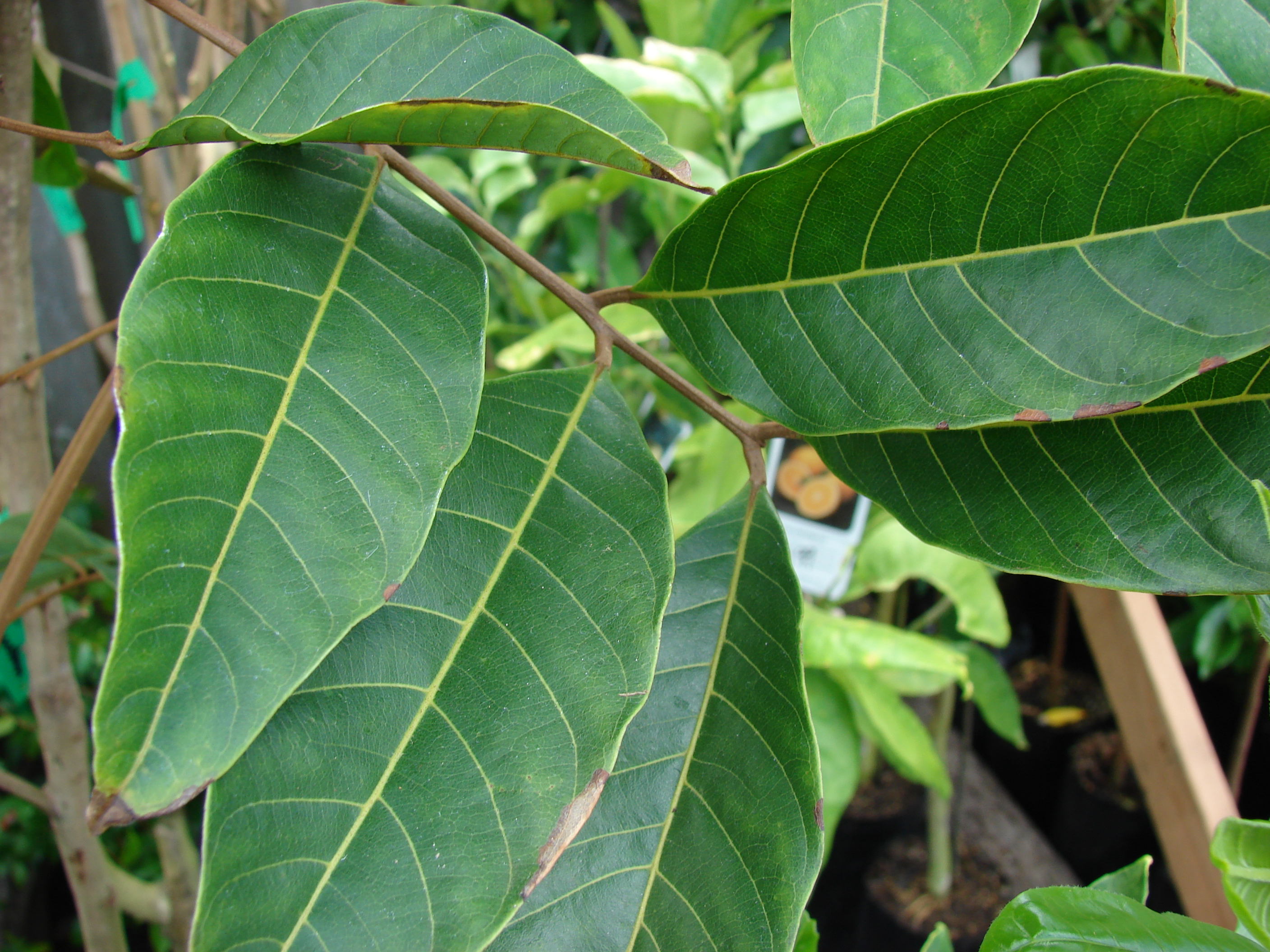
Levelei
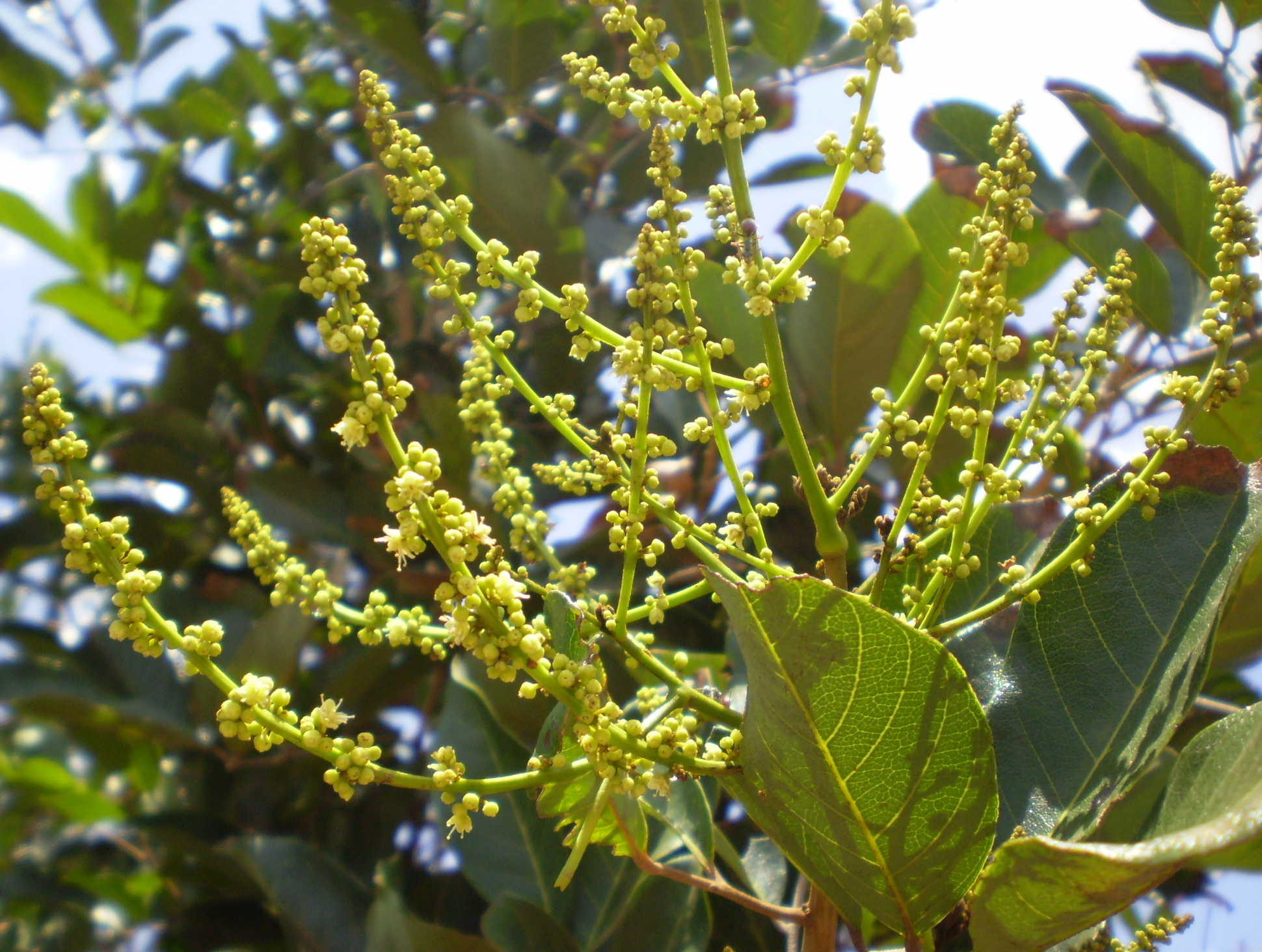
Virágzata
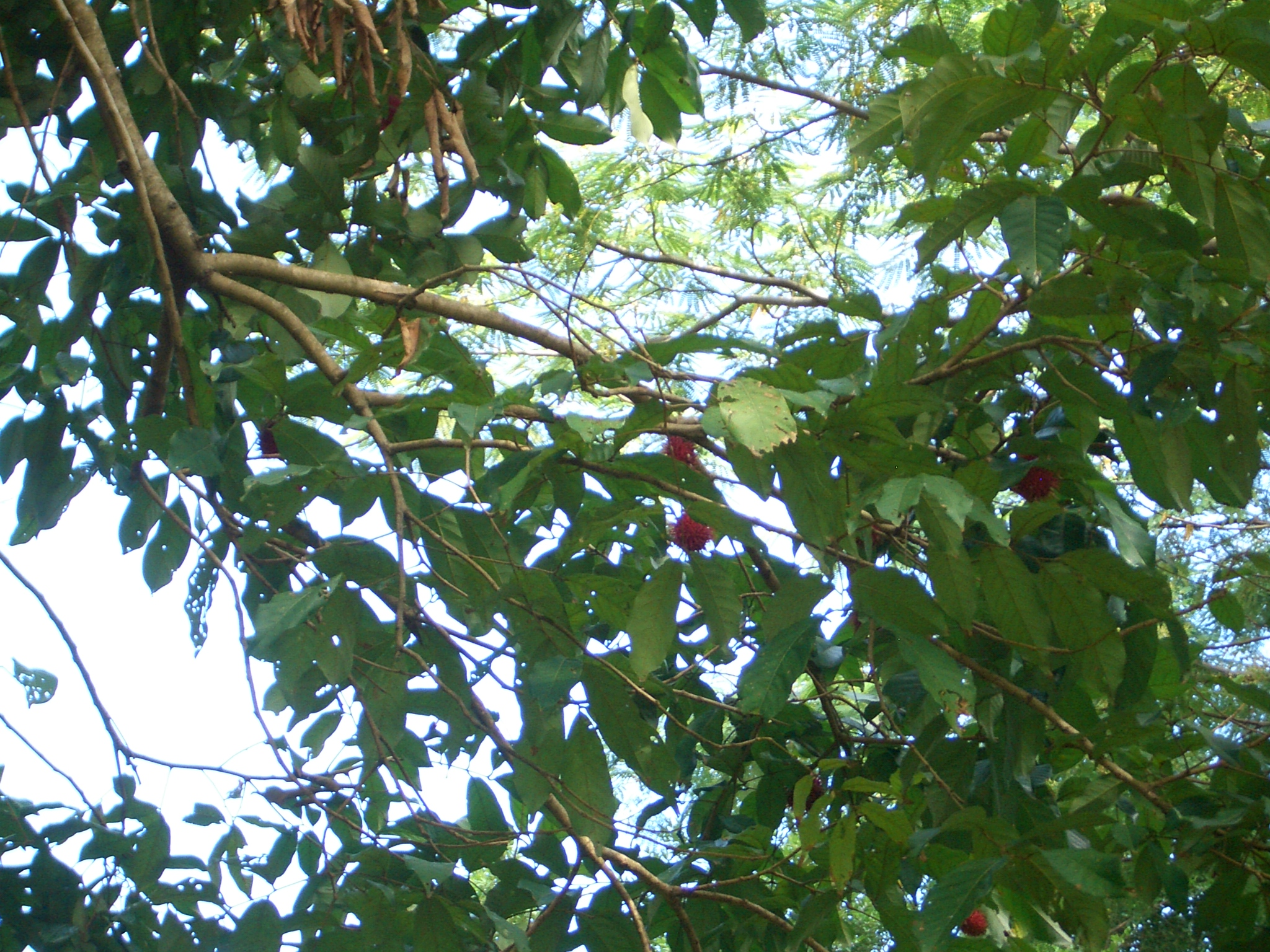
Termései a fán